# Please Don't Say You Love Me
"Please Don't Say You Love Me" é uma canção da cantora inglesa Gabrielle Aplin, contida em seu álbum de estreia English Rain e lançada como o segundo single do disco em 10 de fevereiro de 2013 pela Parlophone. Originalmente gravada para o terceiro EP independente de Aplin, intitulado Never Fade (2011), a faixa foi composta pela intérprete juntamente com Jez Ashurst, Nick Atkinson, Aiman Faiz e Alice Patterson, enquanto que sua produção foi realizada por Mike Spencer. Comercialmente, "Panic Cord" foi exitosa, alcançando a 19.ª posição na tabela de singles do Reino Unido, e entrando para as paradas da Bélgica, Irlanda e Escócia. No entanto, foi no Japão que obteve seu melhor pico, atigindo a décima colocação na parada publicada pela Billboard no país.

## Créditos
Créditos de "Please Don't Say You Love Me" extraídos do encarte do álbum English Rain.
- Gabrielle Aplin – composição, vocal principal, vocal de apoio, violão, piano
- Nick Atkinson – composição, vocal de apoio
- Mike Spencer – produção musical, teclado, baixo, bateria, programação
- Liz Horsman – programação adicional
- Alfie Hudson-Taylor – vocal de apoio

## Paradas musicais

### Semanais
| Parada musical (2013–2014)      | Melhor posição |
| ------------------------------- | -------------- |
| Austrália (ARIA)                | 3              |
| Bélgica (Ultratop 50 Flandres)  | 48             |
| Irlanda (IRMA)                  | 27             |
| Escócia Singles Chart (OCC)     | 5              |
| Reino Unido Singles Chart (OCC) | 6              |